# Franjo Gracić
Fra Franjo Gracić (Kreševo, 1740. – Kreševo, 1799.) bosanski je franjevac i teolog poznat po svom liječničkom djelovanju po Bosni.

## Životopis
Rođen je 1740. godine u Kreševu.

### Školovanje i liječničko djelovanje
Studij filozofije i teologije završavao je u Habsburškoj monarhiji i Italiji. Zatim je neko vrijeme predavao filozofiju na Hvaru.
U određenom je stupnju bio medicinski izobražen liječnik. Međutim, nema preciznih podataka o njegovu studiju medicine. Ne zna se je li i kada je diplomirao. Nalazio se na granici između pučkog i školovanog liječnika. Bio je širokog interesa na polju medicinskih znanosti. Sam kaže da se latio raznih, u Europi tada najpoznatijih liječničkih djela koje je danju i noću proučavao i na temelju njih i svog dugogodišnjeg iskustva napisao spis na latinskom jeziku koji je tiskao u Padovi 1795. godine pod naslovom Teorijsko-praktična analiza svećenika putnika o djelovanju grozničnog, kužnog i zmijskog otrova, o mnogim drugim bolestima i njihovim glavnim lijekovima, te o nekim drugim stvarima.
Smatra se i botaničarem koji je nesebično savjetovao ljude i preporučivao im uporabu biljnih droga za liječenje.
Mnogo je truda ulagao u liječenje bolesnih, osobito u vrijeme velikih epidemija, što navodi u spomenutom djelu. Spominje i da je prilikom jedne epidemije, liječeći druge, i sam sebe zarazio.
Naveo je i da je davao medicinske usluge oboljelima od različitih bolesti, uključujući reumatizam, migrenu, glavobolju, upalu očiju, astmu, mehaničke ozljede i sl., a kada bi otkrio neku njemu nepoznatu bolest, onda bi se dao na proučavanje medicinske literature u kreševskoj samostanskoj knjižnici, kako bi otkrio narav bolesti i mogući terapeutski učinak.

### Kuga
Uz fra Matu Nikolića (1784. – 1884.), spasio je bosansko stanovništvo od kuge. Njihova ordinacija se nalazila na otvorenom, odnosno na ulazu u špilju. Na tom je mjestu, koje se nalazi na putu iz Kreševa prema Tarčinu, 2003. godine podignuto obilježje nalik onome u Lourdu. Na spomen-ploči stoji tekst: U doba kuge kad puk nije imao nikoga osim svojih franjevaca, na ovome mjestu utemeljiše ordinaciju na otvorenome fra Franjo Gracić (1740. – 1799.) i prvi diplomirani liječnik u Bosni fra Mato Nikolić (1784. – 1844.), uz njihovu i Božju pomoć mnogi ozdraviše, a molitva i zagovor Majci Božjoj ostade do danas u tadiciji kreševskog puka. U Kreševu, 2003. To je mjesto danas nazvano Svetište pod špiljom.
Fra Franjo Gracić djelovao je za vrijeme prvog vala koji je započeo 1782. godine u Sarajevu i tijekom 1783. se proširio na Kreševo, Fojnicu, Kraljevu Sutjesku, Visoko, Zenicu i Travnik.

### Djelovanje u Bosni Srebrenoj
Zajedno s fra Augustinom Okićem je u uvodu Pregleda starina Bosanske provincije iz 1776. godine, autora fra Filipa Lastrića, kao teolog dao pristanak za objavu i iznio stav kako se djelo ne kosi s katoličanstvom, već je korisno i vrijedno te ga je potrebno objaviti.
S fra Jurom Zlokovićem je tijekom 5 mjeseci 1779. godine boravio u Beču gdje je tražio pomoć habsburškog dvora za pomoć oko političkih pitanja Bosne Srebrene i Carigrada.

### Smrt
Preminuo je u Kreševu 1799. godine u 59. godini života.